# Союз порятунку Румунії
Союз порятунку Румунії (рум. Uniunea Salvați România; USR) — румунська парламентська політична партія, сформована в 2016 році після успіху на місцевих виборах Союзу порятунку Бухареста (рум. Uniunea Salvați Bucureștiul, USB). Після офіційної реєстрації політичної партії в 2016 році, вона 21 серпня 2016 року об'єдналася з Союзом порятунку Бухареста і Союзом Кодля (рум. Uniunea pentru Codlea).

## Ідеологія
Віце-президент Союзу порятунку Румунії Клотільда Арманд заявляла, що у партії немає визначеної ідеології.

## Історія
1 липня 2015 року президент Асоціації порятунку Бухареста (рум. Asociaţiei Salvaţi Bucureştiul) Нікушор Дан, оголосив про створення партії Союз порятунку Бухареста. Серед завдань нової організації заявлялося збереження історичної забудови міста, поліпшення управління, захист прав городян.
23 лютого 2016 року Нікушор Дан опублікував у Facebook свою програму на виборах в мери Бухареста. Дан, на виборах мера, і Союз, на виборах до міської ради, посіли друге місце. Увечері 5 червня, в день місцевих виборів, Дан оголосив про намір зареєструвати загальнонаціональну партію Союз порятунку Румунії.
21 серпня 2016 року Союз порятунку Румунії, Союз порятунку Бухареста і Союз Кодля об'єдналися в єдину партію для спільної участі у парламентських виборах 2016 року.

## Вибори
Першими в історії нової партії виборами стали місцеві вибори в Бухаресті. Лідер Союзу Нікушор Дан посів друге місце на виборах мера румунської столиці, набравши 175 119 голосів (30,52 %). На виборах до міської ради Союз також фінішував на другому місці, набравши близько 25 % голосів і завоювавши 15 місць з 55.
Наступними виборами, в яких партія взяла участь, стала кампанія з обрання нового складу румунського парламенту в грудні 2016 року. За даними опитувань партія могла отримати від 7 до 15 % голосів. За підсумками виборів, Союз порятунку Румунії отримав на виборах до Сенату 629 375 голосів (8,92 %) та 625 154 голосів (8,87 %) на виборах до Палати депутатів, ставши третьою за популярністю партією в країні. Більше голосів набрали соціал-демократи та націонал-ліберали.